# LaMoure
LaMoure é uma cidade localizada no estado norte-americano de Dacota do Norte, no Condado de LaMoure.

## Demografia
Segundo o censo norte-americano de 2000, a sua população era de 944 habitantes.
Em 2006, foi estimada uma população de 860, um decréscimo de 84 (-8.9%).

## Geografia
De acordo com o United States Census Bureau tem uma área de
3,3 km², dos quais 3,3 km² cobertos por terra e 0,0 km² cobertos por água. LaMoure localiza-se a aproximadamente 400 m acima do nível do mar.

## Localidades na vizinhança
O diagrama seguinte representa as localidades num raio de 28 km ao redor de LaMoure.